# Pola de Siero
Pola de Siero – miasto w Hiszpanii, we wspólnocie autonomicznej Asturia. W 2011 liczyło 12 615 mieszkańców.
W mieście jest stacja kolejowa Pola de Siero.